# 戦災復興院
戦災復興院（せんさいふっこういん）は、日本の機関であり、第二次世界大戦で日本敗戦後、戦時中にアメリカ軍が行った日本本土空襲によって被災した全国諸都市の戦災復興事業を目的に設立されたものである。同院による計画に基づいて1945年（昭和20年）12月30日、「戦災復興計画基本方針」が閣議決定された。

## 概要
敗戦から約2か月後の1945年（昭和20年）11月5日、幣原喜重郎内閣により小林一三国務大臣を総裁として設置された。発足時には東京・芝の、鞆絵（ともえ）国民学校（現在の港区立御成門小学校）の校舎を間借りし、内務省国土局計画課などの技官ら約140名が集められた。
復興院の設置目的は、戦災地における市街地計画、住宅の建設及び供給、戦災地の土地、物件の処理を推進、その他各省が進めている施策と並行して罹災者の救済、戦災地の復興に当たるものと多岐にわたり、可及的速やかに復興省に昇格するものと見られていた。初代総裁となった小林一三は、就任の会見で「私の命ぜられた第一の要件は、戦災者にできるだけ早く安定した家屋を提供することだ」と語ったが、後述するように成果は都市計画に係るものに集中し、偏ったものとなった。

### 戦災復興計画基本方針
内務省の計画課長だった大橋武夫の主導のもと、復興院の成立から2か月足らずの短期間のあいだに完成し、閣議決定された。
敗戦前年の1944年（昭和19年）9月、敗戦の可能性を察知した大橋は、「勝っても負けても日本の復興は必要」と、都市の復興計画の作成を密かに部下に命じており、このため、計画の骨子は敗戦時に既に出来上がっていたという。
計画は画期的かつ水準の高いもので、車社会の到来を予想したうえで、主要幹線道路の幅員は大都市では50メートル以上、中小都市でも36メートル以上とし、更に必要な場合には緑地帯と防火帯を兼ねた100メートル幅での道路建設を促した。また、都市公園の拡充を考え、緑地面積の目標を市街地面積の10％以上としていた。
戦災都市として指定されたのは全国の115都市で、復興事業へはその費用の9割を国庫補助するという極めて積極的な財政措置が取られた。

### 計画の実施と実際
1949年（昭和24年）、ドッジ・ラインに基づく緊縮財政が実施されると、戦災復興計画の再検討が閣議決定された。これにより復興事業は大幅に縮小され、国庫補助も5割まで減ぜられたうえ、1959年に打ち切りとなった。
最終的には、当初計画された全国で24本の100メートル道路のうち、実現したのは名古屋の2本と、広島の1本のみであった。また、敗戦時に焼け残っていた、全国で8,000ヘクタールに及ぶ木造住宅密集地域は復興計画の対象とならなかったため、再整備が遅延することとなった。

## 廃止
戦災復興院は、1947年（昭和22年）12月31日に内務省が解体されるまで存在した。翌年1月1日、旧内務省国土局と統合されるかたちで、「建設院」となり、その後建設省となった。
現在国土交通省の市街地整備課が、戦災復興院の系譜を最も継いでいる部署である。

## 歴代総裁
- 総裁は、発足時は国務大臣の充て職で、1946年（昭和21年）3月30日の戦災復興院官制（勅令）の改正により専任の親任官となった後、日本国憲法及び行政官庁法の施行により認証官へ変更された。阿部美樹志は就任時に親任官としての任命を受けたが、新憲法施行時に改めて辞令を発されることなく継続在任したため、法的には認証官であったが宮中で認証を受ける機会はなかった。
- 空席時期の戦災復興院次長は重田忠保。

| 代 | 氏名       | 在任期間                       | 官職等                                                | 後職           |
| -- | ---------- | ------------------------------ | ----------------------------------------------------- | -------------- |
| 1  | 小林一三   | 1945年11月5日 - 1946年3月9日   | 国務大臣                                              |                |
| -  | （空席）   | 1946年3月9日 - 1946年3月30日   |                                                       |                |
| 2  | 阿部美樹志 | 1946年3月30日 - 1947年12月31日 | 親任官（1947年5月2日まで） 認証官（1947年5月3日以降） | 建設院総務長官 |

## 出身人物
- 町田保...戦災復興院では土地局工務課長
- 下元連...戦災復興院技監
- 下河辺淳
- 松村光磨...戦災復興院次長
- 大橋武夫 (政治家)...戦災復興院計画局長、同次長
- 市浦健...戦災復興院技官
- 横山不学...戦災復興院技官
- 日笠端...戦災復興院技官
- 五十嵐醇三...戦災復興院技官(土地局工務課勤務)
- 北村徳太郎 (造園家)...戦災復興院計画局施設課
- 篠原登...戦災復興院特別建設委員
- 小宮賢一...戦災復興院建築局
- 石破二朗...戦災復興院総裁官房/戦災復興院特別建設局業務部総務課長
- 高山英華...戦災復興院嘱託